# Fawaz Al Khater
Fawaz Daoud Al-Khater (Doha, 27 settembre 1981) è un ex calciatore qatariota, di ruolo difensore.

## Carriera
Vanta 4 presenze con la maglia del Qatar.